# 镇赉站
镇赉站，位于中华人民共和国吉林省白城市镇赉县镇赉镇，是平齐铁路上的火车站，建于1925年，由沈阳铁路局白城车务段管辖。

## 車站周邊
- 镇赉县芦苇农业局
- 镇赉县第二中学
- 镇赉县审计局
- 镇赉县客运站
- 中国工商银行镇赉广场分理处
- 中国农业银行镇赉银丰支行
- 中国邮政储蓄银行凌云营业所
- 中国邮政储蓄银行兴业支行
- 中国建设银行镇赉第五储蓄所
- 中国邮政储蓄银行庆安支行

## 歷史
- 建于1925年。